# STS-46
STS-46 foi uma missão do ônibus espacial Atlantis, lançada em julho de 1992, para colocar em órbita o satélite recuperável EURECA, desenvolvido pela Agência Espacial Europeia (ESA) e o TSS, um sistema de satélites ligados por anéis, um projeto conjunto da NASA com a Agência Espacial Italiana.

## Tripulação
| Posição                  | Astronauta          |
| ------------------------ | ------------------- |
| Comandante               | Loren Shriver       |
| Piloto                   | Andrew Allen        |
| Especialista de missão 1 | Jeffrey Hoffman     |
| Especialista de missão 2 | Franklin Chang-Diaz |
| Especialista de missão 3 | Claude Nicollier    |
| Especialista de missão 4 | Marsha Ivins        |
| Especialista de carga    | Franco Malerba      |

## Hora de acordar
Pela primeira vez, cantores falaram por sistema via-rádio com os astronautas através de um pequeno câmbio instalado no Centro Espacial Lyndon Johnson, em Houston.
- 2° Dia: Leather Jackets, de Elton John (Elton falou com os astronautas.)
- 3° Dia: Juke, de Little Walter.
- 4° Dia: Hail! Hail! Rock 'n' Roll, de Chuck Berry (Chuck falou com os astronautas.)
- 5° Dia: I'm Your Baby Tonight, de Whitney Houston.
- 6° Dia: Volare, de Luciano Pavarotti (Pavarotti falou com os astronautas, especialmente com Franco Malerba.)
- 7° Dia: Le beau tambour, de Henri Dès (Henri falou com os astronautas, especialmente com Claude Nicollier.)

## Principais fatos

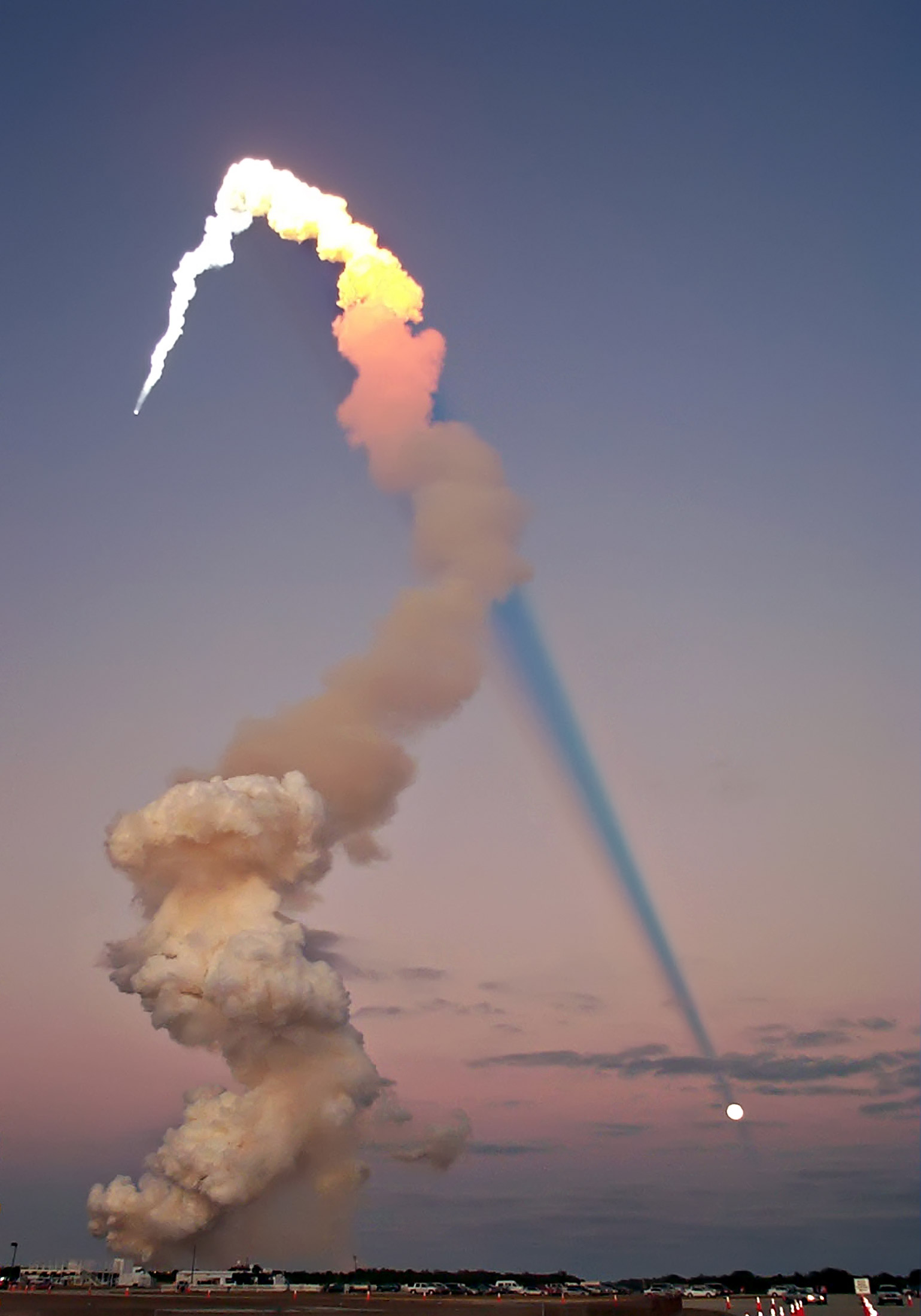
Os rastros de fumaça deixados pelos motores de foguete da Atlantis.

Os objetivos primários da missão foram o lançamento do  European Retrievable Carrier (EURECA), da ESA, e do Sistema de Satélite Presos (TSS) criado em conjunto pela NASA/Agência Espacial Italiana. O EURECA foi lançado um dia após o planejado devido a um problema com seu sistema de manipulação de dados. Sete horas e meia após o lançamento, os propulsores da nave foram disparados para levar o EURECA até à sua altitude de operação planejada de 310 milhas. Entretanto, o disparo do propulsor foi cortado entre os minutos 6 e 24, devido a um dado inesperado da nave espacial. O problema foi resolvido e o EURECA foi propelido com sucesso a sua órbita operacional no sexto dia da missão. 
O lançamento do TSS também foi adiado em um dia devido aos problemas com o EURECA. Durante o lançamento, o satélite atingiu uma distância máxima de apenas 860 pés ao invés da distância planejada de 12,5 milhas devido a uma linha se fixação bloqueada. Após uma série de tentativas durante vários dias de liberar o cabo, as operações do TSS foram interrompidas e o satélite foi recolhido para poder retornar à Terra.
As cargas secundárias incluíam:
- Evaluation of Oxygen Integration with Materials/Thermal Management Processes (EOIM-III/TEMP 2A)
- Consortium for Materials Development in Space Complex Autonomous Payload (CONCAP II and CONCAP III)
- Câmera IMAX do Compartimento de Carga (ICBC)
- Limited Duration Space Environment Candidate Materials Exposure (LDCE)
- Air Force Maui Optical Site (AMOS)
- Pituitary Growth Hormone Cell Function (PHCF)
- Ultraviolet Plume Instrument (UVPI)

A missão foi estendida em um dia para que os objetivos científicos fossem completados.